# Nowi Tscherwyschtscha
Nowi Tscherwyschtscha (ukrainisch, kyrillisch Нові Червища; russisch Новые Червища Nowyje Tscherwischtscha, polnisch Nowe Czerwiszcze) ist ein Dorf im Norden der ukrainischen Oblast Wolyn mit etwa 1200 Einwohnern (2001).
Die Ortschaft liegt im nationalen Landschaftsschutzgebiet Stochid (Ландшафтний заказник загальнодержавного значення «Стохід») auf einer Höhe von 149 m am Ufer des Stochid, einem 188 Kilometer langen, Nebenfluss des Prypjat, 38 Kilometer östlich vom Rajonzentrum Kamin-Kaschyrskyj und 110 Kilometer nördlich vom Oblastzentrum Luzk.
Im Süden der Gemeinde verläuft die Regionalstraße P–14.
Am 12. Juni 2020 wurde das Dorf ein Teil der neugegründeten Landgemeinde Prylisne, bis dahin bildete das Dorf zusammen mit dem Dorf Rudka-Tscherwynska (Рудка-Червинська) die Landratsgemeinde Nowi Tscherwyschtscha (Новочервищанська сільська рада/Nowotscherwyschtschanska silska rada) im Osten des Rajon Kamin-Kaschyrskyj.